# Агуф Марк Михайлович
Ма́рк Миха́йлович Агу́ф (18 жовтня 1919, Харків — †26 серпня 1986, Київ) — український архітектор. Член Спілки архітекторів України (нині Національна спілка архітекторів України) від 1950. Кандидат архітектури.

## Біографічні дані
У 1934 закінчив семирічну школу. У тому ж році у зв'язку з перенесенням столиці і переїздом на службу батька разом із сім'єю переїхав до Києва. Тут в 1935 закінчив восьмий клас і вступив на підготовчі курси при Київському художньому інституті (нині Національна академія образотворчого мистецтва і архітектури), де провчився два роки та 1937, склавши іспити, став студентом першого курсу архітектурного факультету.
У 1941 закінчив чотири курси. Наприкінці 1941 покликано в ряди Червоної Армії. Всю війну провів у 423-му стрілецькому полку 166-ї стрілецької дивізії як топограф-картограф і старший писар оперативної групи штабу полку. З полком воював на Північно-Західному, Воронезькому, Калінінському, Другому Прибалтійському фронтах. Закінчив війну на Ленінградському фронті в Латвії. 1943 на фронті став членом ВКП(б) (від 1952 — КПРС). Нагороджено медалями «За відвагу» та «За бойові заслуги».
У жовтні 1945 відновив навчання в інституті в майстерні професора Володимира Заболотного. У 1946—1947 навчальному році отримував Сталінську стипендію (першу в історії Київського художнього інституту). У грудні 1947 р. захистив дипломний проект «Академія архітектури УРСР у Києві» і здобув звання архітектора-художника.
Від січня 1948 працював в Інституті архітектури споруд Академії архітектури УРСР. Виконав чимало дослідницьких і проектних робіт, зокрема конкурсних проектів, удостоєних різних премій і дипломів.
В Академії архітектури підготував і захистив кандидатську дисертацію «Засоби і прийоми архітектурної композиції масової міської житлової забудови».
У 1948—1949 рр. працював у бригаді Заболотного на відновленні та добудові сесійної зали будівлі Верховної Ради УРСР. У 1949—1950 рр. за його проектом на подвір'ї будівлі Верховної Ради зведено два фонтани.
У 1949 р. був консультантом та виконував авторський нагляд за забудовою житлового району Південавтобуду в селищі «Будівельник» (Дніпропетровськ).
У 1952—1953 рр. брав участь у розробці серії типових 4- та 5-поверхових житлових будинків (№ 1-403). Будинки цієї серії були побудовані в низці міст України.
У 1963 р. в Академії архітектури захистив кандидатську дисертацію на тему «Средства и приемы архитектурной композиции массовой городской жилой застройки (на практике проектирования и строительства в Украинской ССР)».
Після ліквідації Академії опинився разом з Інститутом архітектури споруд у науковому відділенні новоутвореного Зонального науково-дослідного і проектного інституту типового і експериментального проектування житлових і громадських будівель, з листопада 1963 р. працював у ньому старшим науковим співробітником.
1977 перейшов на роботу у Київський науково-дослідний інститут теорії, історії і перспективних проблем радянської архітектури — в сектор теорії архітектури. Тут вів науково-дослідну роботу над проблемами теорії архітектури в новій для себе галузі феномену масового житлового будівництва.
Помер М. Агуф 26 серпня 1986 р.

## Праці
- Книги:
  - «Рекомендації по зовнішній обробці панельних житлових будинків» (1962),
  - «Композиція і оздоблення фасадів» (1969),
  - «Композиція і оздоблення великопанельних житлових будівель» (1975),
  - «Проблеми підвищення якості архітектури» (1979),
  - «Композиція міського житлового середовища» (1984).
- Альбоми:
  - «Архітектурне оздоблення фасадів»,
  - «Рекомендації по формуванню житлових осередків» (1972),
  - «Формування житлового осередку» (альбом, 1978).
- Брошури:
  - «Композиційні основи формування міського житлового середовища» (1977).